# Rabén & Sjögrens översättarpris
Rabén & Sjögrens översättarpris utdelades mellan 1972 och 1985 av förlaget Rabén & Sjögren.

## Pristagare
- 1972 – Harry Järv
- 1973 – Ulla Roseen
- 1974 – Sonja Bergvall
- 1975 – Jens Hildén
- 1976 – Olof Hoffsten
- 1978 – Maria Ortman
- 1980 – Brita af Geijerstam
- 1982 – Lars Gustav Hellström
- 1983 – Annika Ernstson
- 1985 – Eva Liljegren